# Surgut (stacja kolejowa)
Surgut – stacja kolejowa w Surgucie, w Chanty-Mansyjskim Okręgu Autonomicznym, w Rosji. Znajdują się tu 2 perony.